# Paraíso, canto décimo

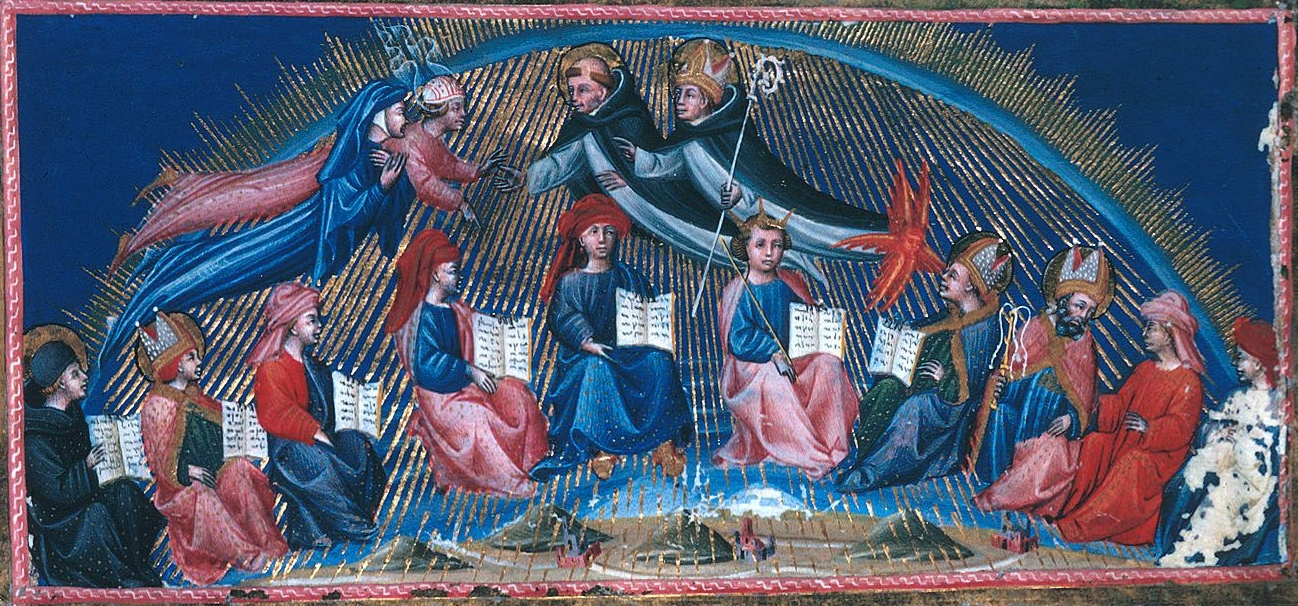
Canto X, miniatura de Giovanni di Paolo.

El canto décimo del Paraíso de la La Divina Comedia de Dante Alighieri se desarrolla en el cielo del Sol, donde se encuentran los espíritus sabios. Transcurre la tarde del 13 de abril o del 30 de marzo de 1300.

## Contenido
- El orden del mundo - versos 1-27
- El cielo del Sol - vv. 28-63
- La corona de los espíritus sabios - vv. 64-81
- Tomás de Aquino y los sabios de la primera corona - vv. 82-148

## Síntesis
Tras las duras palabras de Fulco de Marsella contra la clerecía adúltera al final del canto anterior, Dante dirige su mirada hacia "otras ruedas", comentando la perfección del orden divino. Se trata de un procedimiento que el autor ya había empleado al hablar con Carlos Martel y con Cunizza da Romano, quienes también en el noveno canto tras criticar respectivamente los errores de la Casa de Anjou-Sicilia y de los habitantes de la región véneta de Romano, dirigen su mirada al Sol o una serie de espejos celestes, en una clara oposición entre la perfección de los cielos del Paraíso y la corrupción terrena. 
Aunque el poeta se encuentra ahora en el cielo del Sol, sólo advierte el lugar en el que se encuentra como se nota un pensamiento, que pese ya estar vivo en el espíritu sólo paulatinamente se revela a la conciencia. En este cielo se encuentra la "cuarta familia" de beatos, que son los espíritus sabios, ya célebres en el mundo por la calidad de su doctrina, que consistió en especulaciones filosóficas, teológicas o místicas. Se trata de resplandores que se distinguen esplendor general debido a la calidad de la luz que emiten.

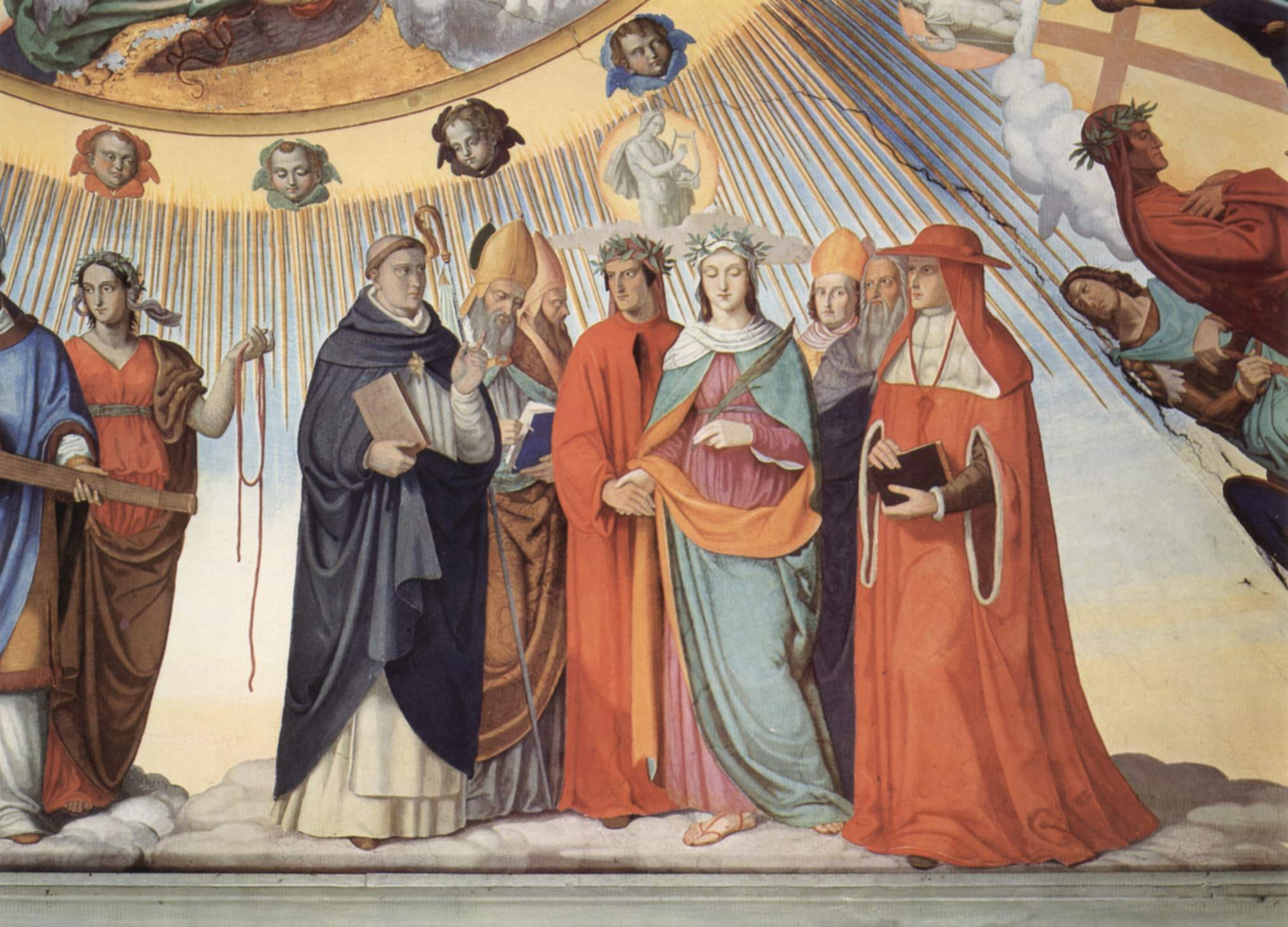
En este cielo Dante encuentra a Tomás de Aquino, Alberto Magno, Pietro Lombardo y otros nueve sabios. Fresco de Philipp Veit.

Los resplandores se disponen en forma de corona alrededor de los peregrinos, cantando con indescriptible dulzura, y bailando una danza intrigante. Entre las almas, una se acerca espontáneamente, atraída porque a alguien se le permita visitar el Paraíso antes de su muerte. Se trata del primero de los sabios, que en su orden de izquierda a derecha son:
- Tomás de Aquino, quien es el más insigne representante de la escolástica, crucial en el desarrollo del cristianismo por haber interpretado desde esa perspectiva el pensamiento aristotélico.
- Otro gran maestro dominico, el alemán Alberto Magno.
- Graciano, que fue el fundador del derecho canónico. Promovió el cristianismo y atacó el paganismo, rechazando los tradicionales atributos paganos de los emperadores.
- Pedro Lombardo, cuya obra fue crucial para estudiar la dogmática.
- El rey Salomón, el más sabio de los gobernantes.
- Dionisio Areopagita, autor de las más profundas reflexiones sobre la naturaleza de las funciones de las inteligencias angélicas.
- Un sabio que no ha podido identificarse con exactitud, aunque se piensa que puede ser Lactantius, Paulo Orosio o Mario Victorino, autor de la edición de la obra de Platón adoptada por San Agustín.
- Boecio, filósofo, testigo heroico de la fe y autor del Consolatio philosophiae, texto clave para Dante desde la composición del Convivio.
- Isidoro de Sevilla, santo además conocido por ser el autor de las Etimologías.
- Beda, insigne exégeta de la Biblia.
- El gran místico Ricardo de San Víctor.
- Sigerio de Brabante, filósofo escolástico defensor del averroismo, quien llegó a polemizar con el mismo santo Tomás.

Sigerio y santo Tomás, sin embargo, están cerca y en paz, reconciliados por el espíritu de la verdad superior que ambos buscaron por diferentes caminos. Este espíritu de encuentro y de armonía es un aspecto crucial del cielo del Sol, que presentará la segunda corona de sabios en el canto XII.
Cuando santo Tomás termina su discurso, la rueda de las almas vuelve a girar y a cantar, en perfecta sincronía, recordando al poeta a un reloj que llama al alba a los fieles de una localidad para la oración matutina.